# Albert Baltus
Albert François Joseph Baltus (Homburg, 3 januari 1910 - 5 april 2001) was een Belgisch volksvertegenwoordiger en senator.

## Levensloop
Albert Baltus, zoon van Henri Baltus en Joséphine Tychon, was landbouwer. Hij trouwde met Nadine Lempereur (1912-2001) en ze hadden drie zoons en een dochter.
Van 1946 tot 1960 was hij provincieraadslid in de provincie Luik. In 1952 werd hij verkozen tot gemeenteraadslid van Aubel en van 1953 tot 1982 was hij burgemeester van deze centrumgemeente van het Land van Herve.
In september 1960 werd hij volksvertegenwoordiger voor de PSC in het arrondissement Verviers, in opvolging van de overleden Pierre Kofferschläger. Hij bleef slechts tot begin 1961 dit ambt bekleden en werd toen verkozen tot senator voor ditzelfde arrondissement, zetel die hij behield tot in 1971.